# 프랑스 입헌왕국
프랑스 입헌왕국(프랑스어: Monarchie constitutionnelle française)은 1791년 9월 3일부터 1792년 9월 21일까지 존재한, 프랑스의 국가로서, 국민의회부터 입헌의회까지의 기간을 일컫는 말이다. 국민공회부터는 공화국 정부로서 프랑스 제1공화국이 시작된다.